# Mosquée Hünkar
La mosquée Hünkar (en macédonien : Хунќар џамија) est une mosquée ottomane située dans la ville de Debar, en Macédoine du Nord. 
L'édifice a été construit en 1467-1468, mais la structure d'origine a été largement modifiée par une campagne de restauration, menée vers 1938. Son nom de « Hünkar », qui signifie du sultan, rappelle que c'est le dignitaire Fatih Sultan Mehmed Khan qui a financé sa construction. 
La mosquée a un plan rectangulaire et mesure 12,70 mètres sur 9,38. Les murs et les encadrements des fenêtres de la salle de prière sont d'origine, mais le mirhab a été ajouté plus tard. Le porche extérieur, supporté par dix colonnes, date des travaux de restauration de 1938.
Le jardin attenant contient un turbe octogonal ouvert du XVIIIe ou XIXe. Il contient deux tombes, dont l'une appartient a un dignitaire ottoman, Şaban Baba.